# Спешнёвка (Ульяновская область)
Спешневка — село, административный центр Спешнёвского сельского поселения Кузоватовского района Ульяновской области. 

## География
Находится у реки Свияга на расстоянии примерно 41 километр по прямой на север-северо-восток от районного центра поселка Кузоватово.

## История
Возникло в конце XVII века. 
В 1780 году, при создании Симбирского наместничества, деревня  Спешневка, при реке Свияге, помещиковых крестьян, вошла в состав Сенгилеевского уезда.
С 1818 года здесь жил  Юрлов, Пётр Иванович - участник Отечественной войны 1812 года, предводитель Сенгилеевского уезда и губернии.
Со второй половины XIX века - в родовом имении жил Мещеринов, Владимир Петрович.
В 1859 году сельцо Спешневка входило в состав 3-го стана Сенгилеевского уезда Симбирской губернии.
В 1913 году в селе было учтено дворов 169, жителей 978, церковь и школа. 
В советский период работали колхозы «Свияга» и им.Фрунзе.

## Население
Население составляло 482 человека в 2002 году (79% русские), 403 по переписи 2010 года.